# Ludwig Cauer (skulptör)
Ludwig Cauer, född den 28 maj 1866 i Kreuznach, död där den 27 december 1947, var en tysk bildhuggare. Han var son till Carl Cauer, sonson till Emil Cauer den äldre och bror till Emil Cauer den yngre.
Cauer är bekant i främsta rummet genom bronsstatyn Grekisk yngling (1888, Berlins nationalgalleri) och den livfulla gruppen Törst, framställande två soldater vid en nästan uttorkad källa i öknen.